# Agapita
Agapita – żeński odpowiednik imienia Agapit, pochodzenia greckiego. Powstało z przymiotnika Agápetos, oznaczającego „drogi, kochany”.
W styczniu 2025 r. w rejestrze PESEL, wśród publicznie dostępnych danych dotyczących osób żyjących, brak kobiet o imieniu Agapita nadanym jako imię pierwsze, co oznacza, że jeśli żyje, jest to co najwyżej jedna osoba.
Agapita imieniny obchodzi razem z Agapitem 18 lutego i 22 kwietnia. 